# Júlio de Acfas
Júlio foi mártir cristão do século IV. Nasceu em Acfas, no Egito. Visitou Absada na prisão em Alexandria antes que fosse executado. Foi registrado nas atas dos martirizados. Foi martirizado em Tamueque, no Egito, cerca de 311. Uma igreja foi dedicada a ele em Alexandria, onde suas relíquias são veneradas.